# Hedyotis nodulosa
Hedyotis nodulosa là một loài thực vật có hoa trong họ Thiến thảo. Loài này được Arn. mô tả khoa học đầu tiên năm 1836.